# Forăști
Forăști è un comune della Romania di 4 928 abitanti, ubicato nel distretto di Suceava, nella regione storica della Moldavia. 
Il comune è formato dall'unione di 9 villaggi: Antoceni, Boura, Forăști, Manolea, Oniceni, Roșiori, Ruși, Țolești, Uidești.